# Pas Kuipera

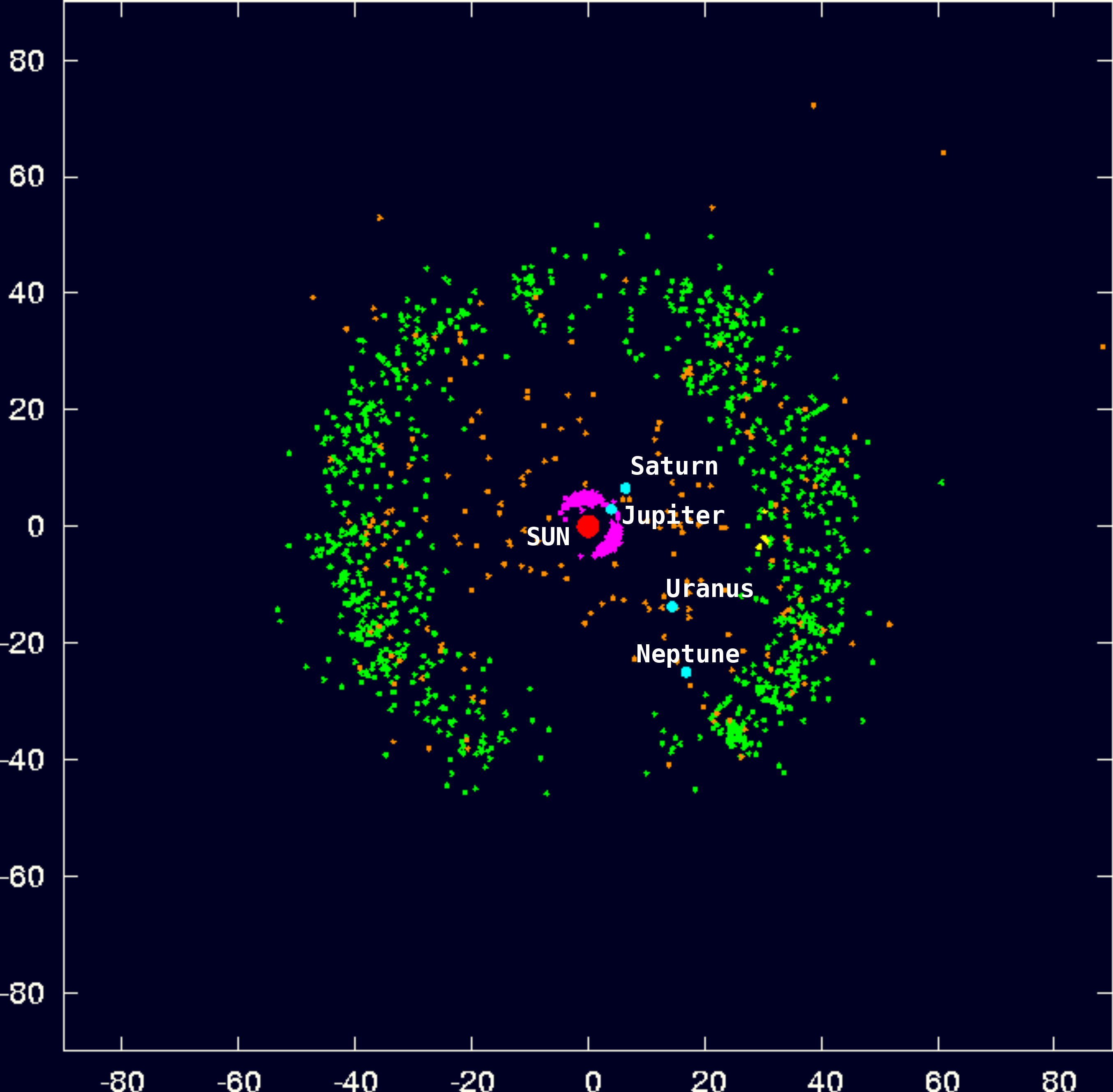
Znane obiekty Pasa Kuipera (zielone) i dysku rozproszonego (pomarańczowe). Na diagramie zaznaczono również cztery planety (jasnoniebieskie) oraz towarzyszące Jowiszowi planetoidy z grupy trojańczyków. Skala w jednostkach astronomicznych. Wyraźna wyrwa w dole diagramu jest spowodowana Drogą Mleczną utrudniającą obserwacje w tym kierunku.

Pas Kuipera, zwany też Pasem Edgewortha-Kuipera – obszar Układu Słonecznego rozciągający się za orbitą Neptuna, od 30 do około 50 au od Słońca.
Pas Kuipera jest podobny do pasa planetoid, ale o wiele większy: 20 razy szerszy i 20–200 razy bardziej masywny.
Podobnie jak pas planetoid, zawiera wiele małych obiektów, będących pozostałościami po procesie formowania się Układu Słonecznego. Krążą w nim co najmniej trzy planety karłowate: Pluton, Haumea i Makemake. O ile obiekty pasa planetoid składają się głównie z krzemianów i żelaza z małą zawartością wody, to obiekty Pasa Kuipera, oprócz krzemianów i żelaza, zawierają znaczne ilości lodu i innych zestalonych lotnych związków chemicznych, takich jak metan i amoniak. Jest to wynikiem powstawania w niskiej temperaturze w dużej odległości od Słońca.
Do roku 2020 odkryto w nim ponad 2 tysiące ciał. Uważa się, że zawiera on ponad 70 tysięcy obiektów o średnicy powyżej 100 km. Pierwotnie zakładano, że stanowi on główne źródło komet krótkookresowych, o orbitach o długości poniżej 200 lat. Współczesne badania pokazały jednak, że orbity jego obiektów są dosyć stabilne, a docierające do wnętrza Układu komety pochodzą ze znajdującego się dalej dysku rozproszonego. Zaliczane do niego obiekty, takie jak Eris, mają wydłużone orbity, często sięgające ponad 100 au. Ich peryhelia mogą zahaczać o orbity gazowych olbrzymów – wtedy klasyfikowane są one jako centaury. Astronomowie podejrzewają, że księżyc Neptuna Tryton pochodzi z tej grupy. Pluton, jako pierwsze odkryte ciało z Pasa, był przez długi czas uznawany za planetę. Po odkryciu wielu podobnych obiektów jest klasyfikowany jako planeta karłowata i jeden z wielu plutonków – obiektów w rezonansie orbitalnym 2:3 z Neptunem. Pluton jest też pierwszym ciałem z Pasa Kuipera, które było obserwowane z bliska przez sondę kosmiczną, w 2015 roku, w ramach misji New Horizons.
Pas Kuipera nie powinien być mylony z hipotetycznym Obłokiem Oorta, który znajduje się tysiące razy dalej. Wszystkie obiekty Układu Słonecznego znajdujące się poza orbitą Neptuna, a więc obiekty Pasa Kuipera, dysku rozproszonego i Obłoku Oorta są wspólnie nazywane obiektami transneptunowymi.

## Historia odkrycia
Od czasu odkrycia Plutona wielu astronomów spekulowało, że dalej mogą znajdować się kolejne nieznane ciała niebieskie. Pierwszy taki obiekt został odkryty dopiero w 1992 roku (był to obiekt 1992 QB1). Różnorodność hipotez dotyczących Pasa Kuipera sprawiła, że do dziś nie jest jasne, komu należy przypisać jego odkrycie.

### Hipotezy
Pierwszym astronomem, który zasugerował istnienie grupy transneptunowych obiektów, był Frederick C. Leonard. W 1930 roku, wkrótce po odkryciu Plutona, zapytał, czy „Nie jest prawdopodobne, że Pluton dał się zauważyć jako pierwszy z serii pozaneptunowych ciał, a pozostałe wciąż czekają na odkrycie, ale w końcu muszą zostać zauważone?”.

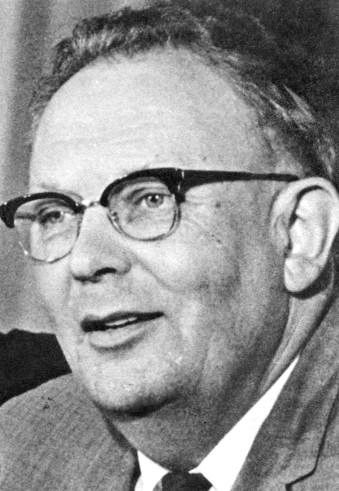
Astronom Gerard Kuiper, którego nazwiskiem nazwany jest Pas

W 1943 roku Kenneth Edgeworth spekulował, że w obszarze za Neptunem materia pierwotnego dysku protoplanetarnego była zbyt rzadka, aby mogła utworzyć planetę i prawdopodobnie utworzyła miliony niewielkich ciał. Doszedł do wniosku, że „Zewnętrzne rejony Układu Słonecznego, poza orbitami planet, zawierają olbrzymią liczbę stosunkowo niewielkich obiektów” i że od czasu do czasu któryś z nich „wypada z orbity i trafia w okolice planet wewnętrznych”, stając się kometą.
W 1951 roku, w artykule opublikowanym w czasopiśmie Astrophysics, Gerard Kuiper opisywał dysk takich obiektów, który uformował się w początkach istnienia Układu. Uznał jednak, że powinien on już zniknąć. W czasie, gdy ten artykuł był pisany, uważano, że Pluton jest wielkości Ziemi i swoją grawitacją powinien wyrzucić obiekty z okolic swojej orbity poza układ. W takim przypadku Pas Kuipera już by nie istniał.
W kolejnych dekadach pojawiło się kilka hipotez dotyczących obiektów transneptunowych. W 1962 roku fizyk Al G.W. Cameron pisał o istnieniu „olbrzymiej masy małych ciał na obrzeżach Układu Słonecznego”. W 1964 roku Fred Whipple zasugerował, że „pas komet” może być wystarczająco masywny, aby wywoływać znaczne nieregularności w orbicie Urana, przypisywane hipotetycznej Planecie X, lub co najmniej wpływać na orbity znanych komet. Wyniki obserwacji obaliły jednak tę hipotezę.
W 1977 roku Charles Kowal odkrył planetoidę (2060) Chiron krążącą na orbicie pomiędzy Saturnem a Uranem. W 1992 roku, kolejny obiekt (5145) Pholus został odkryty na podobnej orbicie. Znaleziono całą grupę takich obiektów pomiędzy Jowiszem a Neptunem, obecnie nazywanych centaurami. Ich orbity są niestabilne w skali kilku milionów lat. Oznacza to, że ich populacja musi być uzupełniana z jakiegoś zewnętrznego źródła.
Kolejnych dowodów istnienia Pasa Kuipera dostarczyły badania komet. Od dawna wiadomo było, że mają one ograniczony czas istnienia. Gdy zbliżają się do Słońca, są nagrzewane i tracą część swojej masy, która w postaci gazów ulatuje w przestrzeń. Te, które można zaobserwować w dzisiejszych czasach, musiały zatem przez kilka miliardów lat istnienia Układu przebywać z dala od Słońca. Jednym z miejsc, skąd mogą pochodzić, jest Obłok Oorta – hipotetyczny sferyczny rój komet znajdujących się tysiące au od Słońca. Stamtąd prawdopodobnie pochodzą komety długookresowe, takie jak kometa Hale’a-Boppa, o okresach obiegu rzędu tysięcy lat.
Komety krótkookresowe, o orbitach poniżej 200 lat, mają niewielką szansę pochodzić stamtąd. Musiałyby wpierw przejść w pobliżu dużej planety, która zmieniłaby ich orbitę. Duża liczba takich komet odkrywanych od lat 70. przeczyła hipotezie, że wszystkie pochodzą z Obłoku Oorta. W 1980 roku Julio Fernandez wyliczył, że na każdą kometę wysłaną w kierunku wewnętrznego Układu Słonecznego powinno przypadać 600 wysłanych w przestrzeń pozaukładową. Spekulował, że obserwowana liczba komet wymaga istnienia dużego ich zasobu w odległości między 35 a 60 au od Słońca. W 1988 roku astrofizycy przeprowadzili szereg symulacji komputerowych, z których wynikało, że Obłok Oorta nie może być odpowiedzialny za obserwowaną liczbę komet krótkookresowych. W szczególności komety takie zwykle poruszają się w płaszczyźnie ekliptyki, podczas gdy obiekty z Obłoku Oorta nadlatują z losowych kierunków. Wprowadzenie do symulacji pasa komet z modelu Fernandeza pozwalało natomiast uzyskać wyniki zgodne z obserwacjami. Ponieważ Fernandez w swojej pracy odwoływał się do prac Kuipera, pas komet zaczęto wtedy nazywać Pasem Kuipera.

### Odkrycie

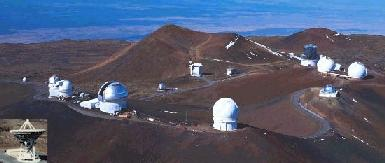
Sieć teleskopów na Mauna Kea przy pomocy której odkryto Pas Kuipera

W 1987 roku astronom David Jewitt zachęcił swoją studentkę Jane Luu do poszukiwań obiektów znajdujących się poza orbitą Plutona.
Używając teleskopów w Kitt Peak National Observatory i Obserwatorium Cerro Tololo, wspólnie przeprowadzili serię obserwacji. W ich trakcie zastąpili dotychczas używane fotografie matrycami CCD, które, choć zawężające pole widzenia, nie tylko pozwalały na wyłapanie znacznie więcej światła (90% w porównaniu z 10% na fotografii), ale dodatkowo umożliwiały znajdowanie różnic w sposób automatyczny, przy użyciu komputera.
Po przeniesieniu w 1988 roku na Uniwersytet Hawajski Jewitt i Luu kontynuowali poszukiwania przy użyciu teleskopu 2,24 m na Mauna Kea. W międzyczasie powstanie matrycy CCD o rozdzielczości 1024 × 1024 umożliwiło znaczne przyspieszenie poszukiwań. Po pięciu latach obserwacji, 30 sierpnia 1992 roku, Jewitt i Luu ogłosili odkrycie pierwszego kandydata na obiekt Pasa Kuipera (15760) 1992 QB1. Sześć miesięcy później odkryli drugi obiekt w tym regionie, (181708) 1993 FW.
Odkrycia kolejnych transneptunowych obiektów pokazały, że w rzeczywistości Pas Kuipera nie jest źródłem komet krótkookresowych. Pochodzą one z tzw. dysku rozproszonego. Powstał on w początkowym okresie formowania się Układu Słonecznego, gdy Neptun oddalił się w rejony powstającego Pasa Kuipera, znajdującego się wtedy znacznie bliżej Słońca. Jego grawitacja zaburzyła orbity części obiektów z Pasa, rozciągając je i sprawiając, że obecnie ich peryhelia znajdują się w pobliżu orbity Neptuna. Dzięki temu mogą one, w przeciwieństwie do większości obiektów z Pasa, być wciąż wytrącane z orbit przez Neptuna i trafiać do wewnętrznego Układu. Ta grupa obiektów, nazwana dyskiem rozproszonym, jest uważana za źródło większości komet krótkookresowych.

## Powstanie

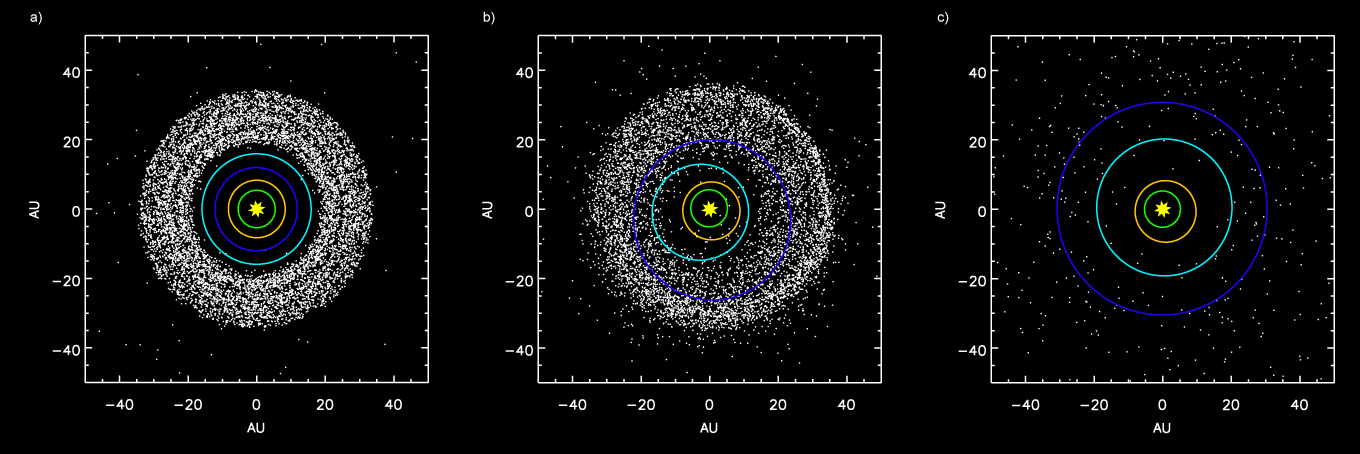
Symulacje pokazujące gazowe olbrzymy i Pas Kuipera: a) Przed rezonansem Jowisza i Saturna b) Rozproszenie obiektów Pasa po zmianie orbity Neptuna c) Po wyrzuceniu obiektów Pasa przez Jowisza.

Proces powstania Pasa Kuipera jest dotychczas niejasny. Astronomowie oczekują nowych danych z planowanych przeglądów nieba takich jak Pan-STARRS i przyszły LSST, które powinny wykryć dużą liczbę należących do niego obiektów.
Pas składa się z planetozymali – fragmentów dysku protoplanetarnego, które nie utworzyły planet, tworząc zamiast tego wiele mniejszych obiektów o średnicach poniżej 3000 km.
Symulacje pokazują, że na powstawanie Pasa duży wpływ miały Jowisz i Neptun. Wynika z nich także, że ani Uran, ani Neptun nie mogły powstać na swoich obecnych orbitach, ponieważ znajdowało się tam zbyt mało pierwotnej materii. Wydaje się, że musiały one powstać bliżej Jowisza i następnie migrować na aktualne orbity. W ciągu miliardów lat orbity ustabilizowały się w położeniu, w którym Jowisz jest w rezonansie 5:2 z Saturnem – Jowisz wykonuje pięć okrążeń Słońca w tym samym czasie, w którym Saturn wykonuje dwa. Będąc w rezonansie, dwie planety silniej oddziaływały na pozostałe ciała, co spowodowało w ciągu setek milionów lat wypchnięcie Neptuna na dalszą orbitę i zaburzenie w ten sposób orbit obiektów Pasa.
Ten model nie wyjaśnia jednak wystarczająco dobrze charakterystyki obiektów Pasa i dyskusje na ten temat wciąż się toczą.

## Struktura

Diagram pokazujący główne rezonanse orbitalne w Pasie Kuipera wywołane przez Neptuna. Wyróżnione regiony to: rezonans 2:3 (plutonki, inaczej plutino), pozbawiony rezonansu klasyczny Pas Kuipera (cubewano) oraz rezonans 1:2 (twotino).

Pas Kuipera rozciąga się od około 30 do 55 au od Słońca. Większość jego masy skupiona jest jednak na orbitach rezonansowych z Neptunem 2:3 (w odległości 39,5 au) i 1:2 (w odległości 48 au). Pas jest dosyć gruby. Większość jego masy skoncentrowana jest w okolicach 10 stopni od ekliptyki, a niektóre obiekty krążą pod kilkukrotnie większym kątem. Kształtem przypomina więc bardziej torus niż pas.
Obecność Neptuna ma olbrzymi wpływ na strukturę Pasa z powodu rezonansu orbitalnego. W skali miliardów lat grawitacja Neptuna destabilizuje orbity wszystkich obiektów w odpowiednich regionach, wysyłając je albo do wewnątrz układu, albo w przestrzeń międzygwiezdną. W efekcie Pas Kuipera zawiera wyraźne luki, analogiczne do przerw Kirkwooda w pasie planetoid. Przykładowo w obszarze pomiędzy 40 a 42 au żaden obiekt nie może znajdować się długo i wszystkie zaobserwowane tam obiekty musiały się tam znaleźć stosunkowo niedawno.

### Klasyczny Pas Kuipera
Mniej więcej pomiędzy 42 a 48 au wpływ Neptuna można zaniedbać i obiekty tam znajdujące się pozostają na stabilnych orbitach. Obszar ten nazywa się klasycznym Pasem Kuipera i zawiera około dwie trzecie dotychczas zaobserwowanych obiektów Pasa. Są one wspólnie nazywane cubewano, od nazwy pierwszego zaobserwowanego tam obiektu, 1992 QB1 (od skrótu „QB1”; angielska wymowa: „ku-bi-uan” – utworzono nazwę „cubewano”).
Znajdujące się tam obiekty można dalej podzielić na dwie grupy. Pierwsza, nazywana „zimną”, zawiera obiekty na orbitach przypominających planetarne – w przybliżeniu okrągłe, o eskscentryczności poniżej 0,1 i leżące w pobliżu płaszczyzny ekliptyki, o inklinacji poniżej 10 stopni. Do drugiej, „gorącej” populacji, zaliczane są obiekty o większej inklinacji, dochodzącej do 30 stopni. Populacje te różnią się nie tylko orbitami. Ciała należące do pierwszej z nich mają inne albedo niż należące do drugiej, co sugeruje, że powstawały w innych regionach. Przypuszcza się, że druga grupa zawiera obiekty, które powstały w okolicy Jowisza, a następnie zostały wyrzucone na odległe orbity grawitacją gazowych olbrzymów. Obiekty pierwszej grupy powstały prawdopodobnie w pobliżu dzisiejszego położenia, co najwyżej niewiele zmienionego przez oddziaływanie z Neptunem.

### Rezonans orbitalny z Neptunem

Występowanie obiektów transneptunowych – obiekty pozostające w rezonansie orbitalnym zaznaczono na czerwono

Każdy obiekt, którego czas obiegu wokół Słońca jest w szczególnej proporcji do czasu obiegu Neptuna, jest stabilizowany na swojej orbicie przez oddziaływanie grawitacyjne tej planety. Przykładowo, jeśli obiekt wykonuje dokładnie dwa obiegi w czasie, gdy Neptun wykonuje trzy, to po jego każdym pełnym obiegu albo Neptun znajduje się w tym samym miejscu co poprzednio, albo dokładnie po przeciwnej stronie Słońca. Jest to nazywane rezonansem 2:3 i występuje na orbitach o półosi wielkiej 39,4 au. Na takich orbitach odkryto już około 200 obiektów, łącznie z Plutonem i jego księżycami. Wspólnie nazywane są one plutonkami. Wiele z nich, w tym Pluton, ma orbity wydłużone na tyle, że przechodzą przez orbitę Neptuna. Ich rezonans sprawia jednak, że nie mogą się z nim zderzyć. W tej grupie znajdują się również obiekty takie jak (90482) Orkus i (28978) Iksjon, które są na tyle duże, że rozważa się zaliczenie ich do grona planet karłowatych. Wiele z tych obiektów ma nawet bardziej rozciągnięte orbity, co sugeruje, że nie pochodzą one z tego regionu, ale zostały wyrzucone na nie z innych rejonów przez przemieszczającego się Neptuna.
Rezonans 1:2, w którym obiekty wykonują pół obiegu na jeden obieg Neptuna, odpowiada półosi ok. 47,7 au. Znajduje się w nim niewiele obiektów, określanych jako twotina. Istnieją też inne rezonanse: 3:4, 3:5, 4:7, 2:5. Istnieją również obiekty w rezonansie 1:1 z Neptunem, czyli znajdujące się na tej samej orbicie. Są to tzw. obiekty trojańskie Neptuna i krążą w stabilnych punktach libracyjnych L4 i L5. Obiekty te nie mogły się znaleźć na swoich orbitach w wyniku oddziaływania grawitacyjnego Neptuna i przypuszcza się, że uformowały się w tych miejscach razem z nim. Obserwacje pokazują ponadto, że bardzo niewiele obiektów znajduje się w rezonansach pomiędzy 2:3 a 1:1, czyli bliżej niż 39 au od Słońca. Najbardziej uznana hipoteza wyjaśnia ten niedobór przesunięciem się orbity Neptuna, co spowodowało wyrzucenie z orbit znajdujących się tam wcześniej obiektów.

### Klif Kuipera

Wykres pokazujący liczbę zaobserwowanych obiektów w zależności od odległości od Słońca

Rezonans 1:2 wydaje się wyznaczać granicę, za którą krąży bardzo niewiele obiektów. Trudno powiedzieć, czy jest to kraniec Pasa Kuipera, czy jedynie początek szerszej przerwy w nim. Zaobserwowano obiekty w rezonansie 2:5, czyli około 55 au od Słońca, daleko poza klasycznym Pasem. Modele przewidują jednak o wiele większą liczbę takich ciał, których nie zaobserwowano.
Wcześniejsze modele Pasa przewidywały, że liczba dużych obiektów powinna się podwoić po przekroczeniu 50 au, dlatego drastyczny spadek ich liczby, znany jako klif Kuipera, był całkowicie niespodziewany. Jego przyczyny nie poznano. Wiadomo, że efekt ten jest rzeczywisty i nie wynika z niemożliwości zaobserwowania takich obiektów. Możliwe wyjaśnienie stanowi zbyt mała ilość pierwotnej materii w tej odległości od Słońca, aby mogły się z niej utworzyć większe obiekty. Inną możliwością jest istnienie poza klifem Kuipera niezaobserwowanej dotąd planety Układu Słonecznego, której oddziaływanie grawitacyjne kształtuje zewnętrzną krawędź Pasa. Tę hipotezę powinny zweryfikować przyszłe przeglądy nieba.

## Skład
Obserwacje obiektów Pasa pokazały, że podobnie jak komety, w większości składają się one z zestalonych prostych węglowodorów (jak metan), amoniaku i wody. Słońce ogrzewa te obiekty do temperatury zaledwie około 50 K, dzięki czemu związki te pozostają w stanie stałym.
Z powodu małych rozmiarów i dużej odległości od Ziemi określenie składu chemicznego obiektów Pasa Kuipera jest trudne. Główną metodą wykorzystywaną przez astronomów jest spektroskopia. Rozdzielając światło emitowane przez obiekt na poszczególne częstotliwości, można określić z jakich związków się składa.
Początkowo tak dokładne analizy obiektów Pasa były niemożliwe i astronomowie mogli jedynie oceniać ich skład na podstawie obserwowanego koloru. Pierwsze obserwacje pokazały tu duże różnice pomiędzy różnymi obiektami, od szarości do głębokiej czerwieni. Sugerowało to, że pokrywały je bardzo różne związki, od brudnego lodu do węglowodorów. Nie zgadzało się to z przewidywaniami, wedle których ich powierzchnie powinny być jednolicie czarne po odparowaniu większości gazów w wyniku działania promieni kosmicznych. Powstały różne hipotezy mające tłumaczyć tę rozbieżność, przykładowo odnawianiem powierzchni przez zderzenia i rozpady obiektów. Analizy spektralne prowadzone od 2001 roku pokazały jednak, że różnorodność ich powierzchni jest zbyt duża, by można wytłumaczyć ją w ten sposób.
Choć większość obiektów Pasa jest zbyt mała, aby z tej odległości rozróżnić elementy ich powierzchni, udało się określić jej strukturę dla kilku z nich. W 1996 roku spektroskopia obiektu KBO 1993 SC pokazała, że jego powierzchnia przypomina powierzchnię Plutona, jak również księżyca Neptuna Trytona i składa się głównie z zamrożonego metanu.
Zamrożoną wodę wykryto na kilku obiektach Pasa, w tym na 1996 TO66, (38628) Huya i 2000 WR106.
W 2004 roku zamrożona woda i uwodniony amoniak zostały wykryte na największym dotychczas odkrytym obiekcie Pasa, (50000) Quaoar. Obie te substancje powinny odparować w dłuższej skali czasowej, co oznacza, że powierzchnia musiała się odnowić stosunkowo niedawno, albo przez wewnętrzną aktywność tektoniczną, albo przez uderzenie jakiegoś innego ciała.

## Rozkład mas i wielkości

Graficzne przedstawienie prawa potęgowego

Pomimo dużych rozmiarów, sumaryczna masa Pasa Kuipera jest stosunkowo niewielka. Z góry szacuje się ją na co najwyżej jedną dziesiątą masy Ziemi, a niektóre szacowania podają około jednej trzydziestej masy Ziemi.
Z drugiej strony modele powstawania Układu Słonecznego przewidują, że Pas Kuipera powinien mieć masę rzędu 30 mas Ziemi. Co więcej, taka masa jest konieczna, aby powstały w nim jakiekolwiek obiekty o średnicy większej niż 100 km. Rozciągnięte orbity dodatkowo utrudniałyby proces ich tworzenia, sprawiając że większość obiektów zderzałaby się ze zbyt dużymi prędkościami, aby się połączyć.
Oznacza to, że albo dzisiejsze obiekty Pasa powstały znacznie bliżej Słońca, albo jakiś proces spowodował wyrzucenie znacznej większości masy z jego obrębu. Aktualne oddziaływanie Neptuna jest za małe, aby wyjaśnić ten ubytek, choć w przeszłości mogło być wystarczająco silne. Problem pozostaje jednak otwarty i istnieje szereg mogących go wyjaśnić hipotez, od wpływu blisko przechodzącej gwiazdy do wywiewania pyłu przez wiatr słoneczny.
Duże i jasne obiekty występują w Pasie Kuipera rzadko w porównaniu z dominującymi małymi obiektami, co jest zgodne z akrecyjnym modelem ich powstawania. Wykres liczebności obiektów N w zależności od ich średnicy D pokazuje zależność potęgową
{\displaystyle {\frac {dN}{dD}}\sim D^{-q}}
gdzie wykładnik q = 4 ± 0,5.
Zatem na każdy obiekt o średnicy 1000 km, powinno przypadać około tysiąca (= 10³) obiektów o średnicy 100 km. Prawo to musi załamywać się dla małych obiektów, poniżej zdolności rozdzielczych współczesnych teleskopów. Należy też pamiętać, że pomiary wielkości obiektów Pasa są przeprowadzane na podstawie ich jasności, zakładając pewne albedo powierzchni, co może dawać zaburzone wyniki dla większych obiektów.

## Największe obiekty Pasa
Od 2000 roku zaobserwowano kilka obiektów Pasa o średnicach pomiędzy 700 a 1500 km, w tym: (20000) Waruna (odkryty w 2000 roku), (28978) Iksjon (w 2001), (50000) Quaoar (w 2002) oraz (136472) Makemake i (136108) Haumea (w 2005).
Odkrycia tych obiektów na orbitach podobnych do orbity Plutona wywołały wątpliwości, czy Plutona można traktować jako szczególnie wyróżnionego. Nie tylko inne obiekty miały podobne wielkości, ale wiele z nich posiadało też własne satelity i miały podobny skład (powierzchnię z zestalonego metanu i tlenku węgla). Wywołało to dyskusję nad przekwalifikowaniem statusu Plutona, podobnie do Ceres, która też była uznawana za planetę przed odkryciem innych planetoid.
Dyskusja ta stała się głośna po odkryciu Eris, która znajduje się na wydłużonej orbicie i jest o 27% masywniejsza od Plutona. Aby rozstrzygnąć wątpliwości, Międzynarodowa Unia Astronomiczna stworzyła po raz pierwszy definicję planety. Zgodnie z nią, jednym z warunków uznania obiektu za planetę jest „oczyszczenie okolic orbity z innych dużych obiektów”. Ponieważ Pluton nie spełnia tego warunku, więc został przeklasyfikowany na zwykły obiekt Pasa Kuipera.
Choć obecnie Pluton jest zdecydowanie największym znanym obiektem Pasa, niektóre obiekty prawdopodobnie z niego pochodzące mogą być podobnej wielkości, jak Eris (obecnie obiekt dysku rozproszonego) lub większe, jak Tryton (obecnie księżyc Neptuna).

## Obiekty dysku rozproszonego

Orbity obiektów Pasa Kuipera i dysku rozproszonego

Dysk rozproszony rozciąga się za Pasem Kuipera, zawiera niewielką liczbę obiektów na bardzo wydłużonych i nachylonych do ekliptyki orbitach. Według modeli powstawania Układu Słonecznego obiekty te prawdopodobnie uformowały się w pasie komet i miały w przybliżeniu kołowe orbity. Następnie w wyniku grawitacyjnych zaburzeń wywołanych przez olbrzymy (w szczególności Neptuna) zostały wyrzucone na dalsze orbity. Niestabilność tych orbit sprawia, że dysk rozproszony jest uznawany za główne źródło komet krótkookresowych w naszym Układzie.
Kwestia klasyfikacji obiektów do dysku rozproszonego albo do Pasa Kuipera pozostaje dotychczas nieustalona. Oficjalne katalogi definiują jako obiekt Pasa każde ciało, którego orbita zawiera się w odpowiednim obszarze, niezależnie od pochodzenia tego ciała. Obiekty których orbity wybiegają poza ten obszar, klasyfikowane są jako rozproszone. Jednak w wielu publikacjach astronomicznych obiektami Pasa nazywa się też obiekty, które przez większość swojej historii pozostawały na orbitach poza Pasem, często nazywając je „rozproszonymi obiektami Pasa Kuipera”.
Przykładowo Eris często jest określana jako obiekt Pasa Kuipera, choć zgodnie z zaakceptowanym podziałem jest obiektem dysku rozproszonego.
Również centaury, czasem traktowane jako obiekty Pasa, są obecnie zaliczane do obiektów dysku rozproszonego. W ich przypadku oddziaływanie grawitacyjne wyrzuciło je na orbity do wewnątrz Układu, zamiast na zewnątrz.

## Tryton

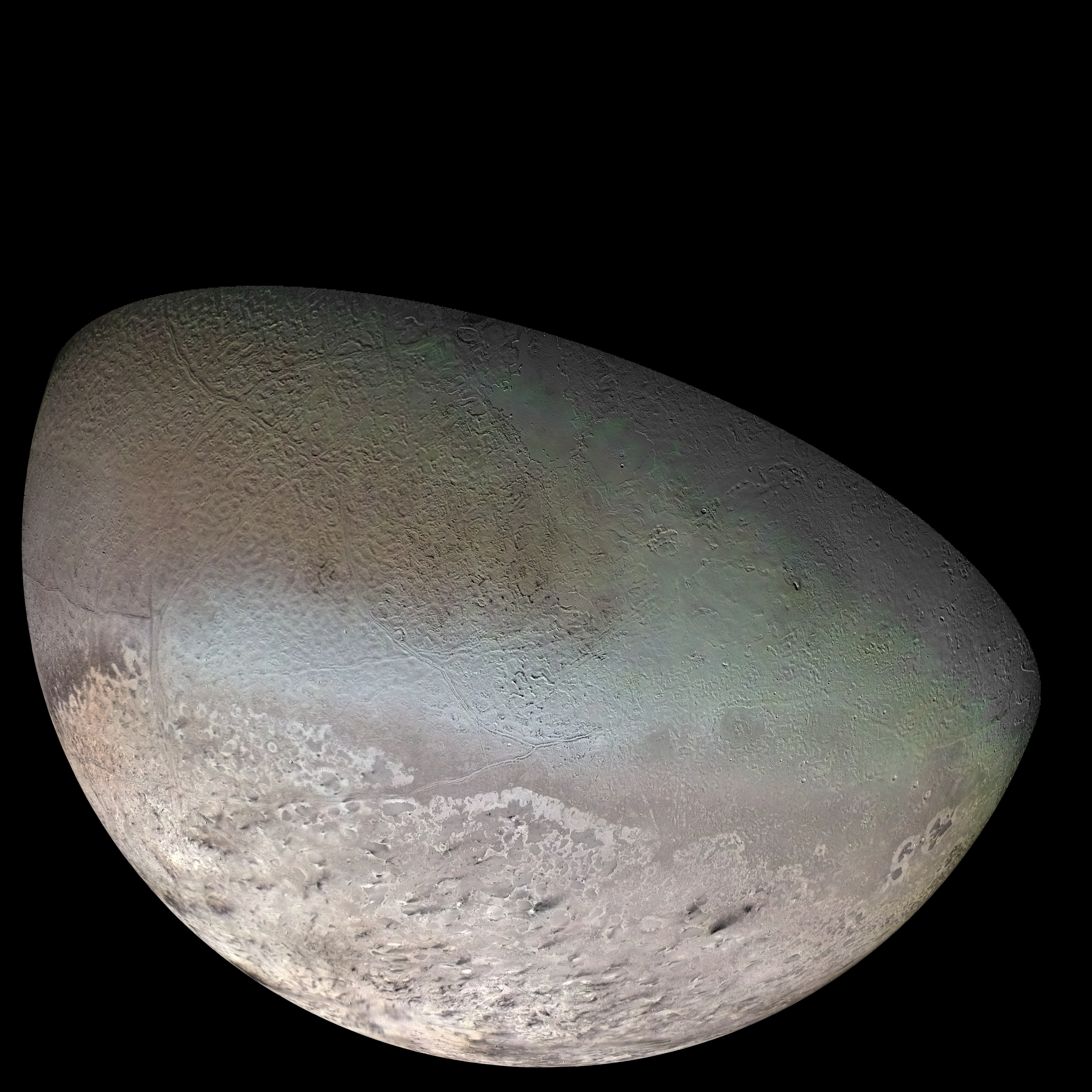
Tryton

W czasie swojej migracji Neptun przechwycił jeden z większych obiektów Pasa. Obiektem tym jest Tryton, który jako jedyny duży księżyc w Układzie Słonecznym porusza się ruchem wstecznym – przeciwnie do obrotów Neptuna. Sugeruje to, że nie powstał, tak jak duże księżyce Jowisza i Saturna, z materii pierwotnie obiegającej macierzystą planetę. Musiał być w pełni uformowany, zanim znalazł się na orbicie wokół Neptuna. Takie grawitacyjne przechwycenie jest rzadkim zjawiskiem, które wymaga jakiejś siły do wyhamowania obiektu, gdy ten znajduje się w pobliżu planety. Obecnie historia Trytona nie jest jasna. Jeden z powszechnych modeli zakłada, że Tryton został wyhamowany przez zderzenia z mniejszymi obiektami krążącymi wokół Neptuna. Księżyc ten nieznacznie przewyższa rozmiarami Plutona, a analiza spektralna pokazuje, że ich powierzchnia składa się z tych samych związków (głównie metanu i tlenku węgla), co sugeruje podobne pochodzenie.

## Badania
W styczniu 2006 roku została rozpoczęta misja New Horizons – pierwsza misja kosmiczna obejmująca badania obiektów Pasa Kuipera. Sonda przeleciała przez układ Plutona 14 lipca 2015 roku, a w styczniu 2019 roku minęła niewielki obiekt (486958) Arrokoth odkryty w ramach specjalnej kampanii obserwacyjnej z użyciem Teleskopu Hubble’a; jeśli pozwolą na to okoliczności, będzie kontynuowała badania kolejnych (jeszcze niesprecyzowanych) obiektów Pasa.

## Inne pasy Kuipera

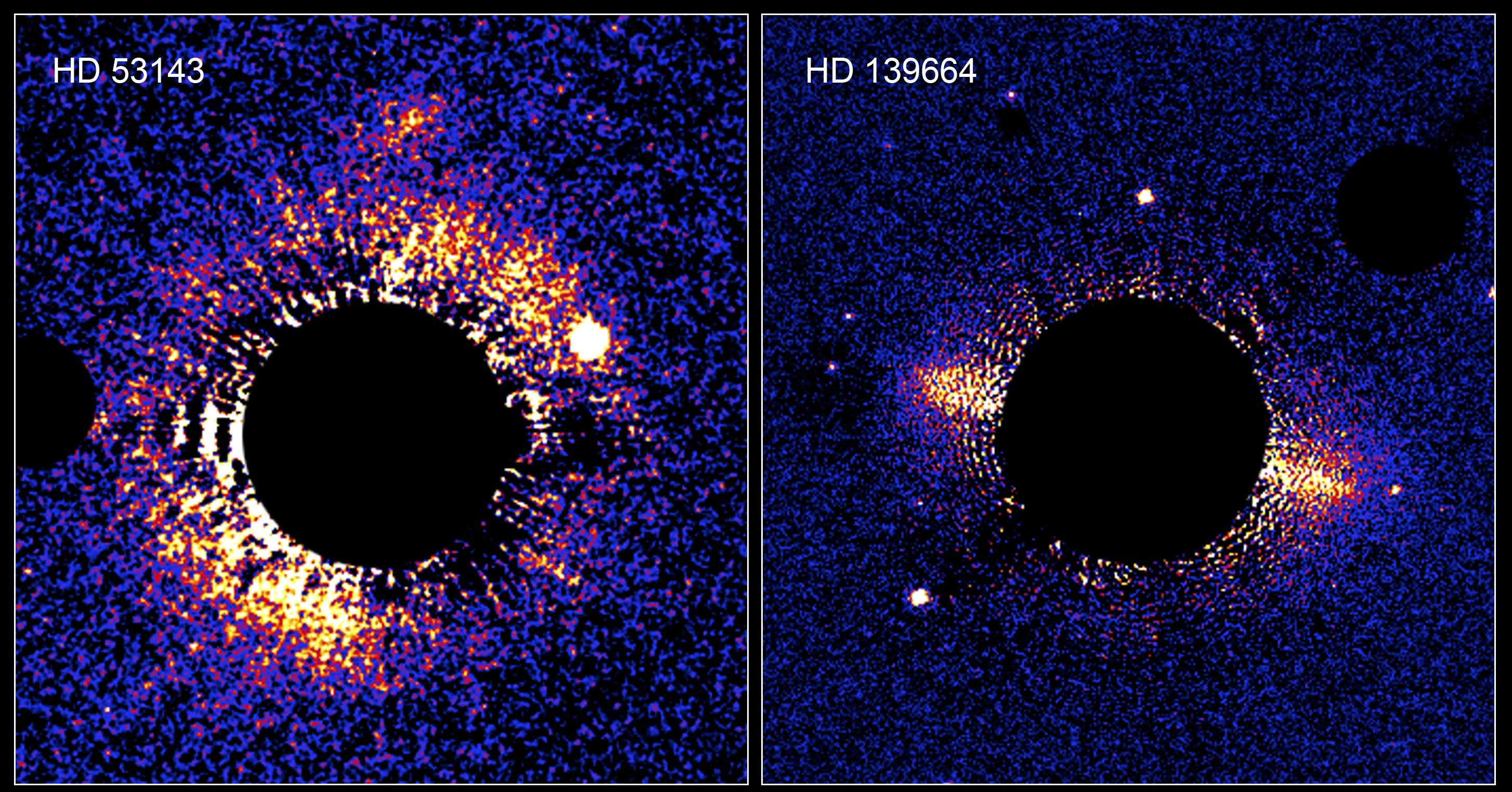
Dyski wokół gwiazd HD 139664 i HD 53143. Dysk na lewym zdjęciu jest widoczny od góry, dysk po prawej – z boku.

Współczesne techniki obserwacji pozwalają wykrywać wokół pobliskich gwiazd dyski pyłowe, mogące być obiektami analogicznymi do Pasa Kuipera. Można podzielić je na dwie kategorie: rozciągnięte dyski, o średnicach powyżej 50 au, oraz wąskie dyski (jak Pas Kuipera), o średnicach między 20 a 30 au i o stosunkowo wyraźnych granicach. Większość tych dysków jest stosunkowo młoda, choć niektóre (jak przedstawione dwa na zdjęciach z Teleskopu Hubble’a) są wystarczająco stare, żeby ustabilizować się w obecnej konfiguracji. Oprócz tego w widmie 15–20% gwiazd podobnych do Słońca można wykryć nadmiar promieniowania podczerwonego, który może być spowodowany przez niewidoczne bezpośrednio dyski podobne do Pasa Kuipera.

## Literatura
- John Davies, Beyond Pluto: Exploring the outer limits of the solar system, Cambridge University Press, 2001.